# 神戸大学附属小学校
神戸大学附属小学校（こうべだいがくふぞくしょうがっこう）は、兵庫県明石市にある国立小学校。

## 沿革
神戸大学の附属学校再編計画により創立された。編成前に存在した附属住吉小学校（1878年創立）、附属明石小学校（1904年創立）は、2008年度より生徒募集を停止し、2014年3月に廃止された。

### 年表
- 2009年（平成21年）4月1日 - 神戸大学の附属学校再編計画に伴い創立。附属明石小学校を併置。
- 2014年（平成26年）3月 - 併置校の附属明石小学校が廃校。

## 教育目標
- 国際的視野をもち未来を切り拓くグローバルキャリア人としての基本的な資質を育成する。

## 規模
- 各クラス35〜40人×12クラス (各学年2クラス) 　計480人
- 一般入試による募集は30名程度。残りは併設の神戸大学附属幼稚園からの内部進学。

## 通学区域・条件
- 本校所定の地域（明石市、加古川市、稲美町、播磨町、高砂市、姫路市、たつの市、太子町、相生市、赤穂市、神戸市、芦屋市、西宮市、尼崎市、伊丹市、宝塚市、川西市）に保護者とともに居住しており、公共交通機関を利用して本校始業時刻までに無理なく登校できること。
- かつては、通学範囲が附属住吉小学校との兼ね合いで通学所要時間が片道30分程度の地域に保護者と共に在住することとなっていたが、附属住吉小学校との統合や、連絡進学先である附属中等教育学校の通学範囲に改められた。

## 交通
JR西日本・山陽電車明石駅から東へ徒歩6分、「（旧）森川整形外科」前左折